# Moritz Plescher
Moritz Plescher (* 4. Oktober 2000) ist ein deutscher Basketballspieler.

## Laufbahn
Plescher, Sohn der ehemaligen deutschen Basketball-Nationalspielerin Birgit Plescher, spielte als Jugendlicher beim Verein Mettmann Sport sowie für die Spielgemeinschaft Metropol Baskets Ruhr. In der Saison 2016/17 weilte er an der Copley High School im US-Bundesstaat Ohio, wechselte zum Spieljahr 2017/18 in den Nachwuchsbereich von Brose Bamberg und gab im September 2018 seinen Einstand für Bambergs Ausbildungsmannschaft FC Baunach in der 2. Bundesliga ProA. Er wurde in der Saison 2018/19 in 16 ProA-Spielen eingesetzt und erzielte im Schnitt 1,4 Punkte pro Partie, verpasste mit den Baunachern allerdings den Klassenerhalt.
In der Saison 2019/2020 gelang ihm der Sprung ins Bundesliga-Aufgebot von Brose Bamberg, im März 2020 gab er gegen Alba Berlin seinen Einstand in der höchsten deutschen Spielklasse. In der Saison 2020/21 spielte er als Doppellizenzspieler außerdem für den Kooperationspartner BBC Coburg in der 2. Bundesliga ProB. Im Juli 2021 wechselte Plescher zum Zweitligisten Science City Jena. Bei den Thüringern erzielte er während des Spieljahres 2021/22 im Schnitt 6,6 Punkte je Begegnung, der Wert sank 2022/23 auf 4 Punkte.
Im Juni 2023 gab Bundesliga-Absteiger Medi Bayreuth Pleschers Verpflichtung bekannt.